# Eureka (California)
Eureka es una ciudad estadounidense, ubicada en el estado de California, en el condado de Humboldt.

## Demografía
Según el censo americano de 2000, su población era de 26 128 habitantes. En el 2006, fue estimada una población de 25 435, un decrecimiento de 693 personas (-2,7 %).
Los ingresos medios por hogar en la localidad eran de $25 849, y los ingresos medios por familia eran $33 438. Los hombres tenían unos ingresos medios de $28 706 frente a los $22 038 para las mujeres. La renta per cápita para la localidad era de $16 174. Alrededor del 15.8 % de las familias y del 23.7 % de la población estaban por debajo del umbral de pobreza.

## Geografía
De acuerdo con la United States Census Bureau tiene un área de 37,5 km² (14.4 sq mi), los cuales 24,5 km² (9.4 sq mi) están cubiertos por tierra y 13,0 km² (5.0 sq mi) (34.60%) cubiertos por agua. Eureka se ubica aproximadamente 3 m sobre el nivel del mar.

### Clima
Eureka tiene un clima templado muy suave con fluctuaciones de temperatura muy pequeñas entre el verano y el invierno. Esto se debe a la fresca corriente de California, cuya temperatura del agua oscila entre 11,7 °C y 16 °C durante todo el año. Bajo la clasificación climática de Köppen, Eureka tiene un clima mediterráneo oceánico (Csb), debido a las escasas precipitaciones durante el verano.
Las temperaturas medias de verano en Eureka son mucho más frías que en la ciudad de Nueva York y Estambul, que se encuentran en la misma latitud. Las temperaturas de verano son inusualmente frías para la latitud 40 y son similares a las del sureste de Alaska, Escocia, Irlanda del Norte y Tierra del Fuego en el extremo sur de Chile y Argentina, que se encuentran al norte y al sur de la latitud 50. Las temperaturas medias de invierno también son mucho más suaves que en Nueva York y Estambul y, a diferencia de estas dos ciudades, las heladas y la nieve no ocurren todos los años. La nieve es particularmente rara y cae como máximo una o dos veces por década.
| Parámetros climáticos promedio de Eureka, California, Woodley Island (normales 1991–2020, extremos 1886–presente) | Parámetros climáticos promedio de Eureka, California, Woodley Island (normales 1991–2020, extremos 1886–presente) | Parámetros climáticos promedio de Eureka, California, Woodley Island (normales 1991–2020, extremos 1886–presente) | Parámetros climáticos promedio de Eureka, California, Woodley Island (normales 1991–2020, extremos 1886–presente) | Parámetros climáticos promedio de Eureka, California, Woodley Island (normales 1991–2020, extremos 1886–presente) | Parámetros climáticos promedio de Eureka, California, Woodley Island (normales 1991–2020, extremos 1886–presente) | Parámetros climáticos promedio de Eureka, California, Woodley Island (normales 1991–2020, extremos 1886–presente) | Parámetros climáticos promedio de Eureka, California, Woodley Island (normales 1991–2020, extremos 1886–presente) | Parámetros climáticos promedio de Eureka, California, Woodley Island (normales 1991–2020, extremos 1886–presente) | Parámetros climáticos promedio de Eureka, California, Woodley Island (normales 1991–2020, extremos 1886–presente) | Parámetros climáticos promedio de Eureka, California, Woodley Island (normales 1991–2020, extremos 1886–presente) | Parámetros climáticos promedio de Eureka, California, Woodley Island (normales 1991–2020, extremos 1886–presente) | Parámetros climáticos promedio de Eureka, California, Woodley Island (normales 1991–2020, extremos 1886–presente) | Parámetros climáticos promedio de Eureka, California, Woodley Island (normales 1991–2020, extremos 1886–presente) |
| Mes | Ene. | Feb. | Mar. | Abr. | May. | Jun. | Jul. | Ago. | Sep. | Oct. | Nov. | Dic. | Anual |
| --- | --- | --- | --- | --- | --- | --- | --- | --- | --- | --- | --- | --- | --- |
| Temp. máx. abs. (°C)                                                                                              | 25.6 | 29.4 | 25.6 | 26.7 | 28.9 | 29.4 | 25 | 27.8 | 30.6 | 30.6 | 27.2 | 25 | 30.6 |
| Temp. máx. media (°C)                                                                                             | 12.8 | 13 | 13.4 | 14.1 | 15.3 | 16.6 | 17.3 | 17.8 | 17.7 | 16.6 | 14.3 | 12.6 | 15.1 |
| Temp. media (°C)                                                                                                  | 8.8 | 9.1 | 9.6 | 10.4 | 12.1 | 13.3 | 14.3 | 14.7 | 14 | 12.4 | 10.3 | 8.6 | 11.4 |
| Temp. mín. media (°C)                                                                                             | 4.9 | 5.2 | 5.8 | 6.8 | 8.7 | 10.1 | 11.3 | 11.7 | 10.3 | 8.2 | 6.2 | 4.4 | 7.8 |
| Temp. mín. abs. (°C)                                                                                              | -6.7 | -4.4 | -1.7 | -0.6 | 1.7 | 4.4 | 6.1 | 6.7 | 2.2 | 0 | -2.8 | -6.1 | -6.7 |
| Precipitación total (mm)                                                                                          | 169.4 | 143.3 | 146.1 | 92.5 | 42.2 | 17.8 | 4.6 | 4.6 | 17.3 | 58.7 | 124.2 | 205.7 | 1026.2 |
| Nevadas (cm) | 0 | 0 | 0 | 0 | 0 | 0 | 0 | 0 | 0 | 0 | 0 | 0 | 0 |
| Días de precipitaciones (≥ 0.2 mm)                                                                                | 16.5 | 15.4 | 16.0 | 13.8 | 9.3 | 5.5 | 3.0 | 3.5 | 4.7 | 8.7 | 14.3 | 17.1 | 127.8 |
| Días de nevadas (≥ 0.2 cm)                                                                                        | 0.1 | 0.0 | 0.0 | 0.0 | 0.0 | 0.0 | 0.0 | 0.0 | 0.0 | 0.0 | 0.0 | 0.0 | 0.1 |
| Horas de sol | 140.1 | 143.7 | 207.4 | 253.1 | 280.5 | 277.7 | 273.4 | 236.5 | 220.3 | 175.8 | 131.3 | 126.2 | 2466.0 |
| Fuente: NOAA (horas de sol 1961–1990)                                                                             | | | | | | | | | | | | | |

## Residentes célebres
- Sara Bareilles, música
- Lloyd Bridges, actor
- Alexander Cockburn, periodista y columnista
- Trevor Dunn, músico
- Brendan Fraser, actor
- James Gillett, gobernador de California de 1907 a 1911
- El Hefe, músico
- Rey Maualuga, jugador de fútbol americano
- Mike Patton, músico
- Maurice Purify, jugador de fútbol americano
- Nate Quarry, luchador profesional
- Trey Spruance, músico
- Ned Yost, antiguo entrenador de los Milwaukee Brewers
- David Silverbrand , periodista y columnista.

## Ciudades hermanadas
- Kamisu, Japón
- Nelson, Nueva Zelanda